# Humber Light Reconnaissance Car
Humber Light Reconnaissance Car (lekki samochód zwiadowczy Humber), znany też jako Ironside oraz Humberette – brytyjski lekki samochód pancerny produkowany w czasie II wojny światowej.

## Historia
Produkowany przez grupę Rootes Humber był samochodem opancerzonym, opartym o ramę luksusowego samochodu Humber Super Snipe z pewnymi modyfikacjami, takimi jak koła wzoru opracowanego przez Departament Wojny. Był wyposażony w zestaw radiowy nr 19. W latach 1940–1943 wyprodukowano 3600 sztuk.
Pojazd ten był wykorzystywany przez Regimenty Zwiadowcze Piechoty i Regiment RAF w Tunezji, we Włoszech i w zachodniej Europie. Stosowano go również jako pojazd rozpoznawczy dowódców niższego szczebla różnych rodzajów broni – saperów, łączności i żandarmerii.
Trzy pojazdy w specjalnie zmodyfikowanej wersji Mk I były używane przez brytyjską rodzinę królewską oraz ministrów – egzemplarze te znane są jako Specjalne Salonki Ironside. Po wojnie, niektóre egzemplarze były wykorzystywane przez jednostki brytyjskie w Indiach i na Dalekim Wschodzie.
Samochody te były również na uzbrojeniu Polskich Sił Zbrojnych. Samochody znalazły się w latach 1942–1945 na wyposażeniu  4 Dywizji Piechoty w Wielkiej Brytanii. Posiadały je również niektóre pododdziały 1 Dywizji Pancernej pełniącej funkcje okupacyjne w Niemczech.

## Wersje
- Mk I – wersja pierwotna, otwarty przedział bojowy, 4x2, masa 2,9 t, silnik 80 KM.
- Mk II – przedział bojowy opancerzony, wieża jednoosobowa, 4x2, masa 3 t.
- Mk III (1941) – zmodernizowana wieża, 4x4, masa 3,3 t, silnik 85 KM, zewnętrznie podobny do Mk II.
- Mk IIIA (1943) – wzmocnione zawieszenie, poprawiony osprzęt silnika, trzeci właz do kadłuba w tylnej ścianie, 4x4, masa 3,6 t.
- Mk IV – drobne ulepszenia, 4x4.

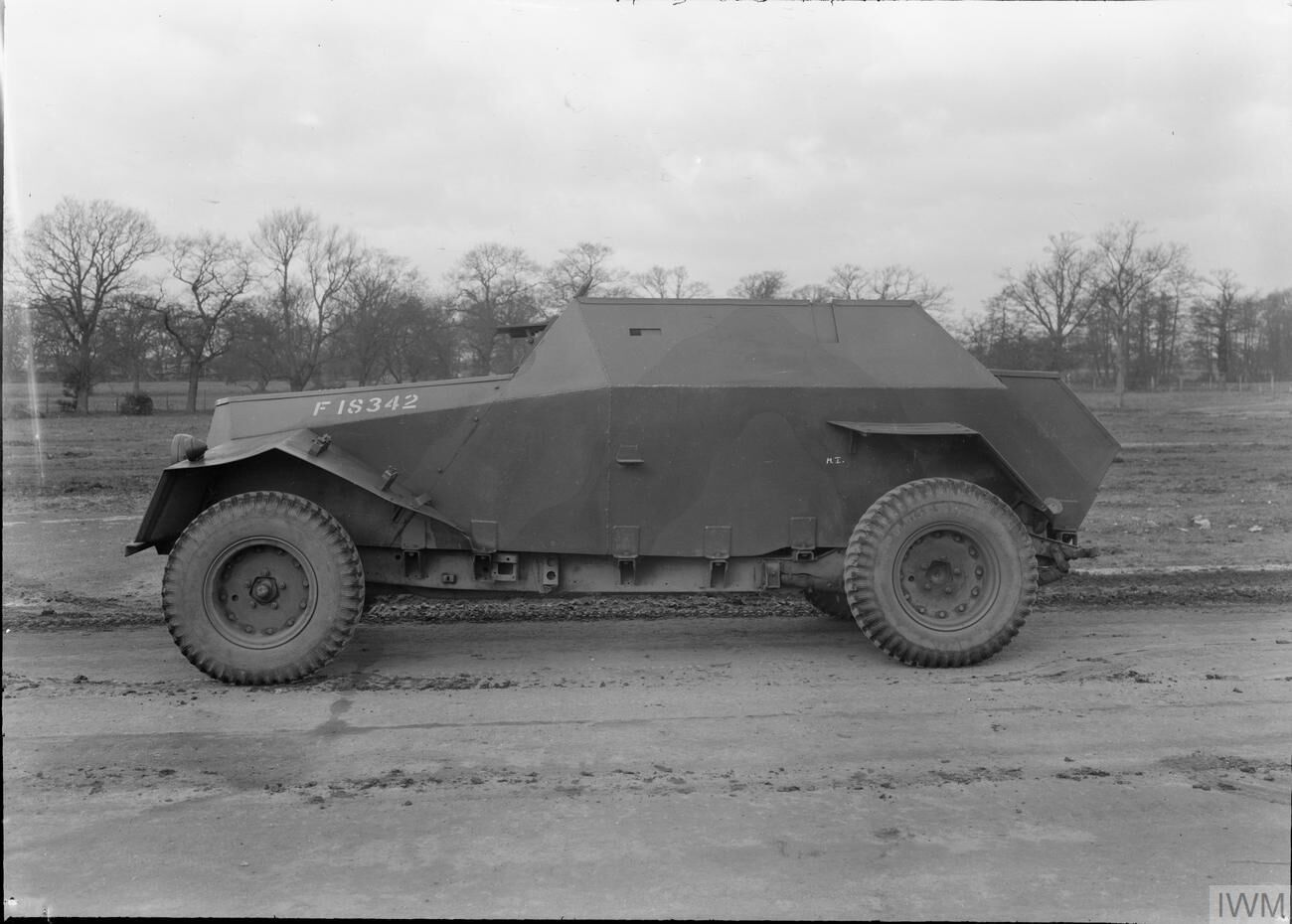
Mk I
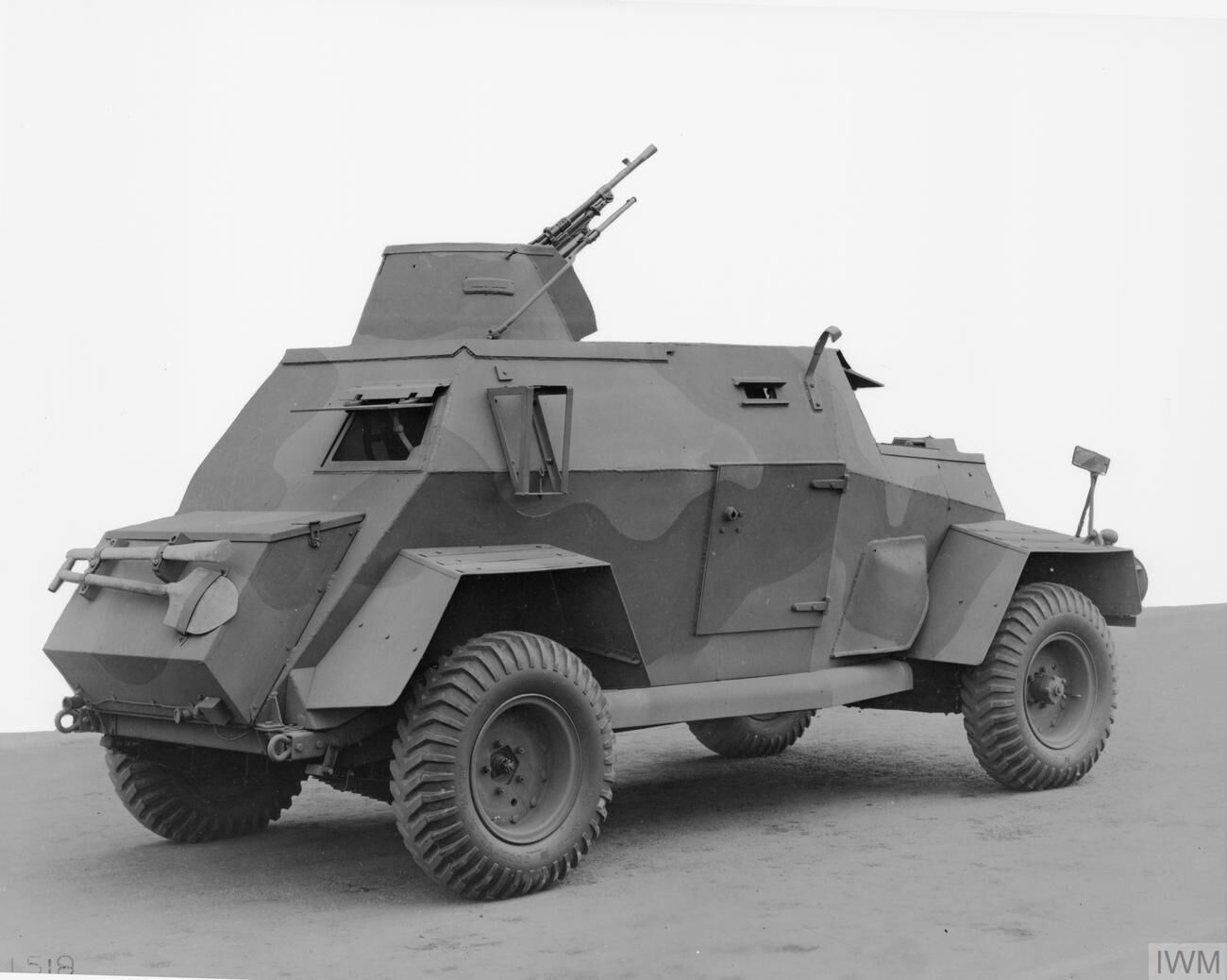
Mk III